# Pfarrkirche Bannberg

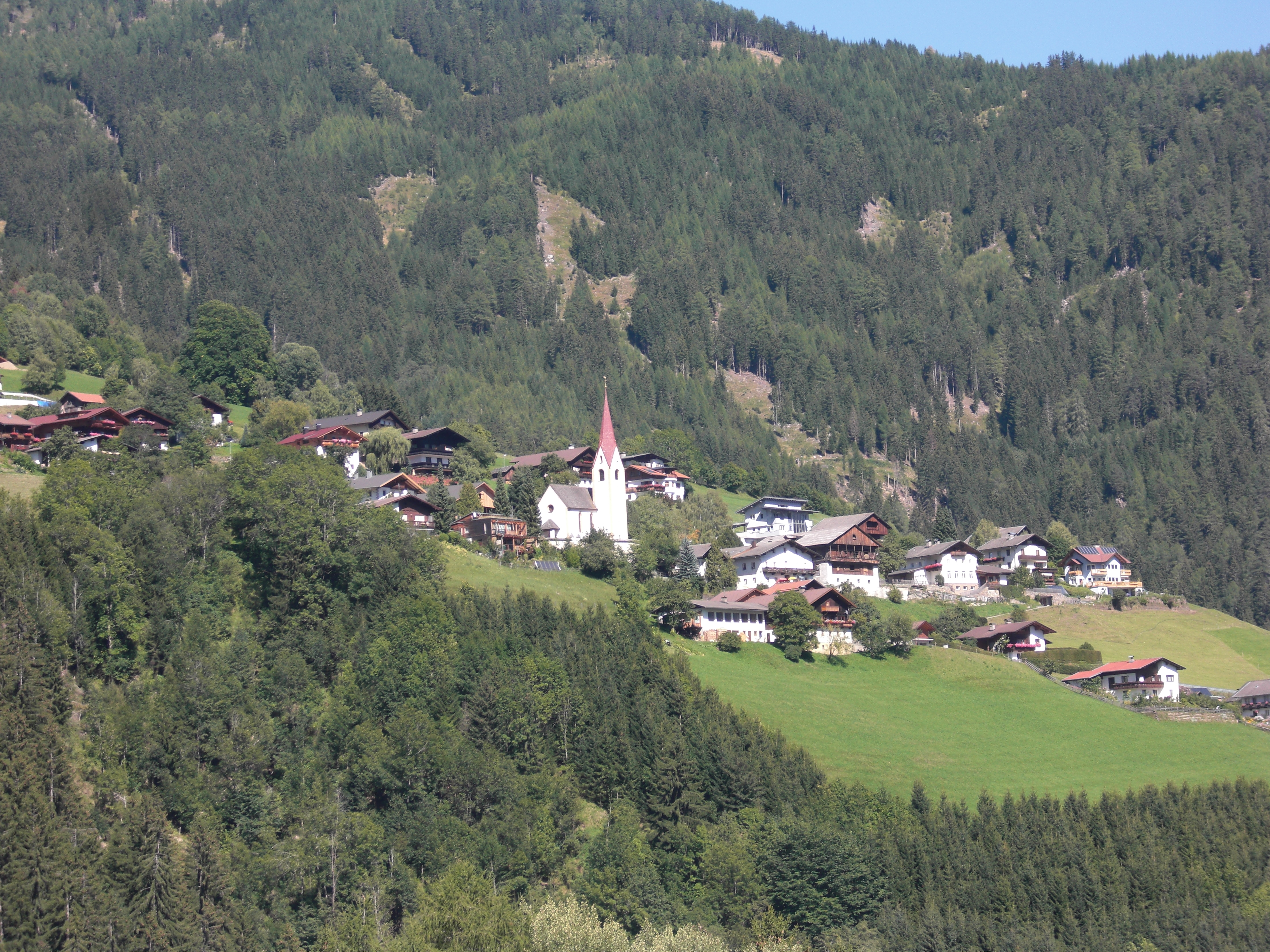
Katholische Pfarrkirche hl. Martin in Bannberg

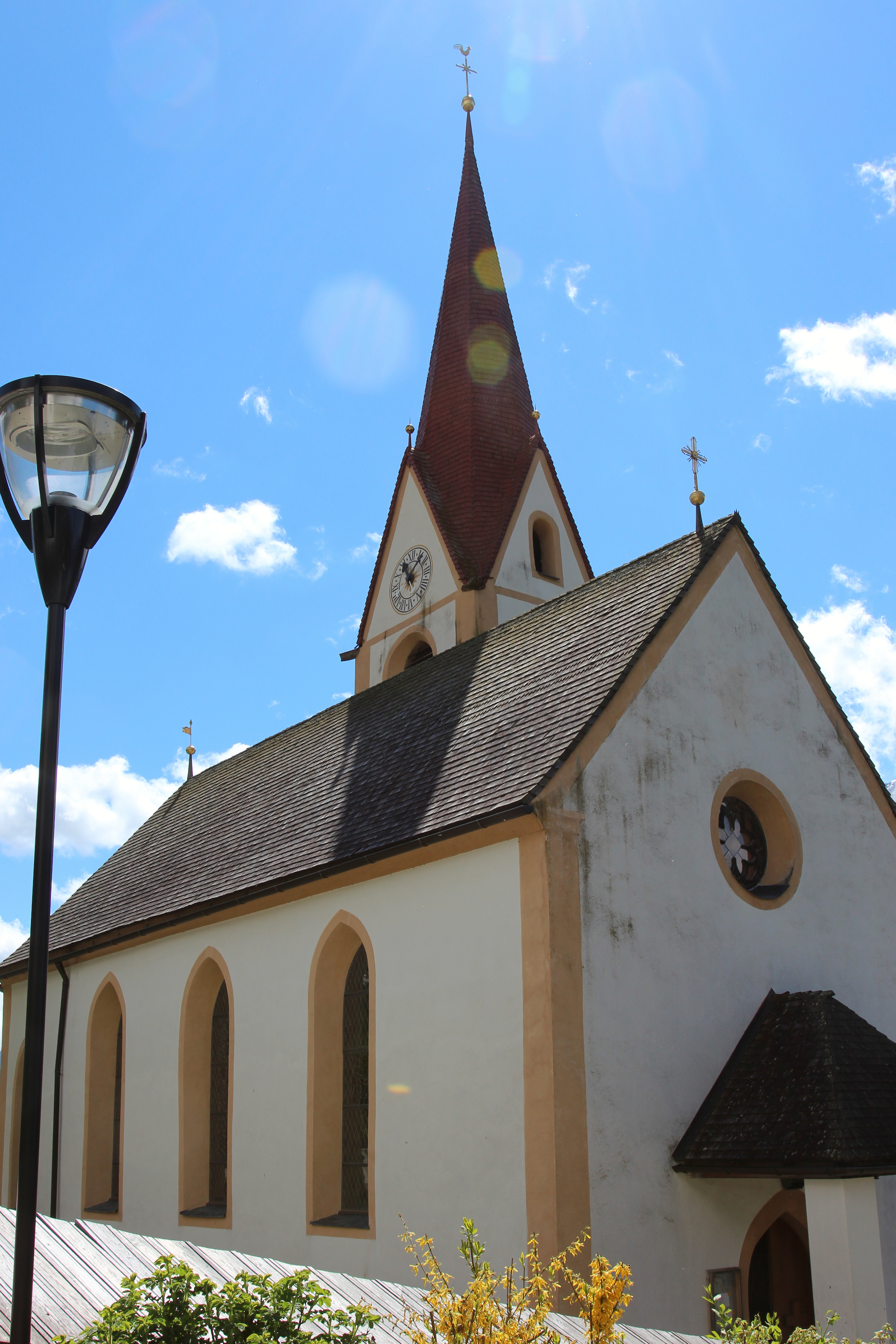
Kirche St. Martin

Die Pfarrkirche Bannberg steht in steiler beherrschender Lage in der Ortsmitte in Bannberg in der Gemeinde Assling im Bezirk Lienz im Bundesland Tirol. Die auf den heiligen Martin von Tours geweihte römisch-katholische Pfarrkirche gehört zum Dekanat Lienz der Diözese Innsbruck. Die Kirche steht unter Denkmalschutz (Listeneintrag).

## Geschichte
Ursprünglich zur Urpfarre Dölsach gehörend, wurde der Ort 1794 eine Lokalkaplanei und 1918 Pfarre.
Urkundlich wurde in der Mitte des 12. Jahrhunderts eine Kirche genannt. Im Chor sind gotische Bauteile erhalten. 1669 wurde die Kirche erweitert. 1841/42 wurde die Kirche erweitert und dabei in klassizistischen Formen umgestaltet.

## Architektur
Der einfache Kirchenbau mit einem polygonalen Chor und einem Turm mit einem Spitzhelm ist von einem Friedhof mit einer Umfassungsmauer umgeben. Das Langhaus steht unter einem steilen Satteldach, der Chor ist abgewalmt. Die neugotische Vorhalle ist aus Holz. Der Turm zeigt südlich spitzbogige Schallfenster und darüber kleinere Rundbogenfenster.
Das Kircheninnere zeigt sich als einschiffiges vierjochiges Langhaus, nach dem spitzbogigen Triumphbogen zeigt sich der einjochige Chor mit einem Dreiseitschluss. Die Kirche ist mit einem Tonnengewölbe mit Stichkappen überwölbt, im Chor etwas niedriger. Die Wände zeigen sich mit flachen Pilastern und spitzbogigen Fenstern. Die Empore ragt weit ins Langhaus.
Die Gewölbemalereien schuf Christoph Brandstätter 1843, neben Dekorationsmalerei zeigen sie das Letzte Abendmahl, Tod des hl. Josef am Triumphbogen, Bonifatius fällt die Donareiche, Martyrium der hl. Margareta. Die Glasmalereien nach Entwürfen von Karl Rieder 1956 schuf die Tiroler Glasmalerei.

## Ausstattung
Der Hochaltar um 1765 mit einem Aufbau aus Säulen, Pilastern und einem Aufsatz mit Putti, und seitlichen Durchgängen, wurde 1856 restauriert, er zeigt das Altarbild hl. Martin und die Vierzehn Nothelfer aus 1765 und im Aufsatz hl. Dreifaltigkeit, über den Opfergangsportalen sind die Statuen Nikolaus und Silvester. Der Tabernakel in barocken Formen ist von 1956–1958. Der Seitenaltar um 1670 mit einem einfachen Aufbau mit Säulen und gesprengten Dreieckgiebel trägt die Figur Pietà und die spätgotischen Statuen Koloman und Ursula um 1520.
Die Orgel aus 1936 hat ein Werk von Reinisch-Pirchner 1964. Eine Glocke nennt Benedikt Graßmayr 1656.